# Fimbristylis fordii
Fimbristylis fordii är en halvgräsart som beskrevs av Charles Baron Clarke. Fimbristylis fordii ingår i släktet Fimbristylis och familjen halvgräs. Inga underarter finns listade i Catalogue of Life.